# Antonino Solmer
Antonino Proença Marques (Lisboa, 2 de março de 1950 – 4 de janeiro de 2024), mais conhecido por Antonino Solmer, foi um ator e encenador português.

## Carreira
Formou-se no curso de Actores-Encenadores da Escola Superior de Teatro e Cinema de Lisboa, onde era professor, e estagiou na Polónia, tendo como mestre de estágio Jozef Szajna. Passou pelo Teatro Studio de Varsóvia, Academia Superior de Estudos Cenográficos e de Encenação, Escolas Superiores de Varsóvia e de Cracóvia,  e Teatr Laboratorium.
Actor desde 1967 até à sua morte, foi protagonista de peças como Prometeu, A Mandrágora, Ivanov, Kartoteka, entre outras.
Trabalhou, entre outros, com os encenadores Ricardo Pais (A Mandrágora, Magic Afternoon), Osório Mateus (A Guarda), Jorge Listopad (Ivanov, Benilde ou a Virgem Mãe) e Fernanda Lapa (As Bacantes). Na sua última aparição, foi dirigido pelo seu ex-aluno Luís Assis (Peep-Show), na Culturgest.
No cinema, trabalhou principalmente com João Mário Grilo (O Processo do Rei) e Fernando Matos Silva (Ao Sul).
Para a televisão. trabalhou com António Escudeiro (Beckford, Camilo Pessanha—Eu vi a luz em um país perdido), Ferrão Katzenstein (Tragédia da Rua das Flores, A Morgadinha dos Canaviais), Jaime Campos (Contos Mágicos, Um jeep em segunda mão, etc.).
Integrou o elenco da série Duarte & Cª (Rogério Ceitil) e da telenovela Terra Mãe (NBP), para a RTP.
Era considerado o mestre de muitos actores que frequentaram o Conservatório Nacional de Teatro, como Maria Rueff.
Morreu a 4 de janeiro de 2024, aos 73 anos, de causa não revelada.